# دانه‌خوار شکم‌سفید
دانه‌خوار شکم‌سفید (نام علمی: Sporophila leucoptera) نام یک گونه از سرده دانه‌خوارهای اصلی است.